# Valmadrera
Valmadrera là một đô thị trong tỉnh Lecco, trong vùng Lombardia của Ý, cự ly khoảng 45 km về phía đông bắc của Milan và khoảng 3 km về phía tây của Lecco. Tại thời điểm ngày 31 tháng 12 năm 2004, đô thị này có dân số 11.126 người và diện tích là 12,6 km².
The municipality of Valmadrera có các frazioni (các đơn vị dân cư trực thuộc, chủ yếu là các làng) Belvedere, Ceppo, Parè, San Dionigi, và Trebbia.
Valmadrera giáp các đô thị: Canzo, Civate, Galbiate, Lecco, Malgrate, Mandello del Lario, Valbrona.